# Тімцо Леонід Миколайович
Леонід Миколайович Тімцо — солдат Збройних Сил України, учасник російсько-української війни, що загинув у ході російського вторгнення в Україну в 2022 році.

## Життєпис
Леонід Тімцо народився 23 липня 1983 року в селі Купичів Турійського району Волинської області. Проживав у рідному селі. З початком російське вторгнення в Україну його одним із перших призвали до лав Збройних сил України. Проходив військову службу в 14-й окремій Волинській механізованій бригаді імені князя Романа Великого ЗСУ. Востаннє Леонід Тімцо виходив на зв'язок із рідними 7 березня 2022 року. Він загинув разом із багатьма побратимами у Бучанському районі на Київщині. І лише після звільнення цих територій від окупації ЗС РФ вдалося забрати тіла воїнів із поля бою. Довгий час тривала експертиза ДНК та упізнання рідними. Чин поховання відбувся 13 квітня 2022 року в Свято-Преображенському храмі. Його здійснили священники Турійського благочиння. Похоронили Леоніда Тімцо поруч із земляком, громадським діячем, краєзнавцем, лейтенантом 24-тої окремої механізованої бригади Збройних сил України Іваном Антонюком в селі Купичів Турійського району на Волині на Пагорбі Слави, де земний спочинок знайшли воїни Першої і Другої світових воєн та Української повстанської армії.

## Нагороди
- Орден «За мужність» III ступеня (2022, посмертно) — за особисту мужність і самовіддані дії, виявлені у захисті державного суверенітету та територіальної цілісності України, вірність військовій присязі [4].